# カタングリ
カタングリ (露: Катангли、潟畔、片栗) はロシア連邦のサハリン州の北西部にある村である。
ロシアの首都・モスクワから東に約6300㎞の場所に存在している。海抜は31メートルで、村の人口は39人(2021年時点)。ノグリキから12km地点にある。